# .5: The Gray Chapter
.5: The Gray Chapter je páté studiové album americké metalové skupiny Slipknot. Bylo vydáno 17. října 2014 na počest zesnulého hráče na basovou kytaru Paula Graye. Na tomto albu se podíleli dva noví členové: Jay Weinberg (bicí) a Alessandro „Alex“ Venturella (basová kytara). Toto album je velice melancholické.[zdroj?] Je to spojení alb Iowa a Vol. 3: (The Subliminal Verses). Za první týden se v Austrálii umístilo na první příčku a prodalo se více než 14 000 kopií.
V Americe se album umístilo také na první místo a prodalo se více než 132,000 kopií za týden! Dále album dominovalo v Japonsku, Kanadě, Rusku, Švýcarsku.

## Seznam skladeb
| Č.             | Název                                   | Napsal/i                                 | Délka |
| -------------- | --------------------------------------- | ---------------------------------------- | ----- |
| 1.             | „XIX“                                   | - Corey Taylor - Jim Root - Shawn Crahan | 3:10  |
| 2.             | „Sarcastrophe“                          | - Corey Taylor - Jim Root                | 5:06  |
| 3.             | „AOV“ („Approaching Original Violence“) | - Corey Taylor - Jim Root                | 5:32  |
| 4.             | „The Devil in I“                        | - Corey Taylor - Jim Root                | 5:42  |
| 5.             | „Killpop“                               | - Corey Taylor - Jim Root                | 3:45  |
| 6.             | „Skeptic“                               | - Corey Taylor - Jim Root                | 4:46  |
| 7.             | „Lech“                                  | Corey Taylor                             | 4:50  |
| 8.             | „Goodbye“                               | Corey Taylor                             | 4:35  |
| 9.             | „Nomadic“                               | Corey Taylor                             | 4:18  |
| 10.            | „The One That Kills the Least“          | - Corey Taylor - Jim Root                | 4:11  |
| 11.            | „Custer“                                | - Corey Taylor - Jim Root                | 4:14  |
| 12.            | „Be Prepared for Hell“                  | - Corey Taylor - Jim Root - Shawn Crahan | 1:57  |
| 13.            | „The Negative One“                      | - Corey Taylor - Jim Root                | 5:25  |
| 14.            | „If Rain Is What You Want“              | - Corey Taylor - Jim Root - Craig Jones  | 6:20  |
| Celková Délka: | Celková Délka:                          | Celková Délka:                           | 63:57 |

## Speciální Edice
| Speciální Edice: | Speciální Edice: | Speciální Edice:          | Speciální Edice: |
| Č.               | Název            | Napsal/y                  | Délka            |
| ---------------- | ---------------- | ------------------------- | ---------------- |
| 15.              | „Override“       | - Corey Taylor - Jim Root | 5:37             |
| 16.              | „The Burden“     | - Corey Taylor - Jim Root | 15:13            |

## Obsazení
- Corey Taylor – zpěv, baskytara
- Mick Thomson – kytara, baskytara
- Shawn Crahan – bicí, perkuse, doprovodné vokály
- Craig Jones – samply, klávesy
- Jim Root – kytara, baskytara
- Chris Fehn – perkuse, doprovodné vokály
- Sid Wilson – gramofony
- Donnie Steele – baskytara
- Alessandro Venturella – baskytara
- Jay Weinberg – bicí